# Liste der Wiener Parks und Gartenanlagen/Hietzing
Diese Liste umfasst jene Parks und Gartenanlagen, die sich im 13. Wiener Gemeindebezirk Hietzing befinden und einen Namen tragen:
| Name                           | Bild | Standort                               | Jahr der Errichtung | Benannt nach                                                                                           | Fläche in m² | Bauten | Kunstobjekte | Naturdenkmäler                                                                                   | Anmerkungen                                                                |
| ------------------------------ | ---- | -------------------------------------- | ------------------- | --- | ------------ | --- | --- | ------------------------------------------------------------------------------------------------ | -------------------------------------------------------------------------- |
| Andreas-Rett-Park              |      | Leitenwaldplatz Koordinaten            | 2001 (Benennung)    | Andreas Rett                                                                                           | 5.280        | | |                                                                                                  | Namensgebung in Bezug auf das Orthopädische Spital Speising                |
| Anna-Freud-Park                |      | Grenzgasse Koordinaten                 | 2011 (Benennung)    | Anna Freud                                                                                             | 7.970        | | |                                                                                                  |                                                                            |
| Coudenhove-Park                |      | Schönbrunner Schlossstraße Koordinaten | 1982 (Benennung)    | Richard Nikolaus Coudenhove-Kalergi                                                                    | 7.610        | | |                                                                                                  |                                                                            |
| Dechant-Kinzl-Park             |      | Wolfrathplatz Koordinaten              |                     | Hermann Josef Kinzl (1904–1994), Dechant von Hietzing und Pfarrer von Ober Sankt Veit                  | 1.490        | | Holzkruzifix mit Metallkorpus | 800 (Baumhasel)                                                                                  |                                                                            |
| Erna-Reitmeyer-Park            |      | Erzbischofgasse Koordinaten            | 2007 (Benennung)    | Erna Reitmeyer (1918–2002), Kindergärtnerin und Verfolgte des NS-Regimes                               | 1.170        | | |                                                                                                  |                                                                            |
| Felix-Steinwandtner-Park       |      | Am Platz Koordinaten                   | 2014 (Benennung)    | Felix Steinwandtner (1937–2012), Fleischhauer, Politiker, Leiter des Bezirksmuseums Hietzing           | 500          | | Statue von Erzherzog Maximilian (Meixner, 1871) | 122 (Zwei Platanen)                                                                              | Statue unter Schutz                                                        |
| Franz-Schimon-Park             |      | Wientalstraße Koordinaten              |                     | Franz Schimon (1863–1929), Bezirksvorsteher                                                            | 11.900       | | |                                                                                                  |                                                                            |
| Franz-Schmidt-Park             |      | Ghelengasse Koordinaten                | 2001 (Benennung)    | Franz Schmidt                                                                                          | 3.190        | | Denkmal für Schmidt (2005) |                                                                                                  |                                                                            |
| Friedrich-Julius-Bieber-Anlage |      | Versorgungsheimplatz Koordinaten       |                     | Friedrich Julius Bieber                                                                                | 4.700        | | |                                                                                                  |                                                                            |
| Furtwänglerpark                |      | Furtwänglerplatz Koordinaten           | 2002                | Wilhelm Furtwängler                                                                                    | 6.170        | | |                                                                                                  |                                                                            |
| Gustav-Zelibor-Park            |      | Montecuccoliplatz Koordinaten          | 2003 (Benennung)    | Gustav Zelibor                                                                                         | 1.530        | | |                                                                                                  | Namensgebung in Zusammenhang mit dem nahegelegenen ORF-Zentrum Küniglberg  |
| Hackinger Schlosspark          |      | Erzbischofgasse Koordinaten            | 1957                | dem Mitte des 18. Jhdts. bis 1957 hier befindlichen Hackinger Schlösschen                              | 15.880       | | | 433 (mehrere Bäume aus der Zeit der Anlage des Schlossparks, Teich mit Quelle)                   |                                                                            |
| Hans-Moser-Park                |      | Hietzinger Kai Koordinaten             | 1993 (Benennung)    | Hans Moser                                                                                             | 1.070        | Gasdruckreglerstation | Büste Mosers (Lehner, 2003) |                                                                                                  | Gasdruckreglerstation unter Schutz                                         |
| Helene-Druskowitz-Park         |      | Wolkersbergenstraße Koordinaten        | 2006 (Benennung)    | Helene von Druskowitz (1856–1918), Philosophin, Anhängerin der Frauenbewegung                          | 1.040        | | |                                                                                                  |                                                                            |
| Hügelpark                      |      | Stoesslgasse Koordinaten               | 1894                | Carl von Hügel                                                                                         | 7.990        | Kindergarten | Büste Hügels (Benk, 1901), Plastik Das hässliche Entlein (Bistron-Lausch) auf dem Gelände des Kindergartens |                                                                                                  | Aus einem Teil des Gartens der Villa Hügel entstanden                      |
| Hugo-Pepper-Park               |      | Wolkersbergenstraße Koordinaten        | 2019 (Benennung)    | Hugo Pepper                                                                                            |              | | |                                                                                                  |                                                                            |
| Katharina-Schratt-Park         |      | Gloriettegasse Koordinaten             | 1997 (Benennung)    | Katharina Schratt                                                                                      | 1.580        | | |                                                                                                  | Namensgebung im Zusammenhang mit der nahegelegenen Schratt-Villa           |
| Parkanlage Küniglberg          |      | Koordinaten                            |                     | einem Flurnamen                                                                                        | 103.380      | | |                                                                                                  |                                                                            |
| Lainzer Tiergarten             |      | Koordinaten                            | 1561                | seiner Vergangenheit als kaiserliches Jagdgebiet                                                       | 24.500.000   | Hermesvilla mit diversen Nebengebäuden (Hasenauer 1886), Nikolaikapelle, Gutshof Auhof (1799), Torwärterhaus (1934), Forsthaus Auhof, Rasthaus Rohrhaus (1774), Hubertuswarte (1937), Umfriedung (Schlucker, 1787), Kanalbrücke der Wasserleitung | Brunnen bei der Hermesvilla: Genovevabrunnen mit Pavillon, Putto mit Krokodil (Tilgner, 1886), Waldnymphe mit Hindin und Putto (ders., 1886), Neptunbrunnen (Weyr, 1886). Hermesstatue (Herter, 1888), Steinplastik eines Ebers beim Pulverstampftor, Tennostein auf der Wienblickwiese, div. Grenzsteine | 478 (Urwald am Johannserkogel)                                                                   | Gesamtanlage unter Naturschutz, angeführte Bauten und Objekte unter Schutz |
| Maxingpark                     |      | Maxingstraße Koordinaten               |                     | Erzherzog Maximilian                                                                                   | 25.430       | | |                                                                                                  | Gesamtanlage unter Schutz                                                  |
| Max-Mell-Park                  |      | Erzbischofgasse Koordinaten            | 1985 (Benennung)    | Max Mell                                                                                               | 1.320        | | |                                                                                                  |                                                                            |
| Napoleonwald                   |      | Augasse Koordinaten                    |                     | der Tatsache, dass für Napoleon während eines seiner Aufenthalte in Wien hier Bäume geschlägert wurden | 31.110       | | | 177 (Eichenbestand)                                                                              | Ursprünglich Teil des Lainzer Tiergartens                                  |
| Oscar-Straus-Park              |      | Wolkersbergenstraße Koordinaten        | 1955 (Benennung)    | Oscar Straus                                                                                           | 5.720        | | Figur „Tanzende“ (Denkmal für Straus, Deutsch, Schwaiger) |                                                                                                  |                                                                            |
| Parkanlage Roter Berg          |      | Koordinaten                            |                     | einem Flurnamen                                                                                        | 93.080       | | Gedenktafel mit Inschrift für Heinz Nittel (1981) |                                                                                                  |                                                                            |
| Schönbrunner Schlosspark       |      | Koordinaten                            | um 1700             | Schloss Schönbrunn                                                                                     | 1.600.000    | Schloss Schönbrunn mit dev. Nebengebäuden, Gloriette, Tiergarten Schönbrunn, Palmenhaus, Haidachhof aus Brandenberg (im Tirolergarten) | Brunnen (meist um 1780 unter der Ägide von Hetzendorf und Beyer entstanden): Schöner Brunnen, Neptunbrunnen, Obeliskbrunnen, Colinbrunnen (ursprünglich bei Schloss Neugebäude aufgestellt), ein runder und ein sternförmiger Najadenbrunnen, Engelbrunnen, Fischbassin, Zierbrunnen im Palmenhausparterre (1882). Römische Ruine (Zächerl), Hietzinger Kammergarten mit Figuren, Mythologische bzw. antike Figuren im Schlosspark, ein Modell der Statue Josephs II. (Zauner), Denkmal für Kaiser Franz Stephan (Moll, 1766), „Familiendenkmal“ (für Maria Carolina und ihre Töchter, Thaler, 1802) | 110 (der älteste Ginkgo Österreichs), 179 (Japanischer Schnurbaum), 180 (Stieleiche), 181 (Eibe) | Gesamtanlage unter Schutz Anlage der Österreichischen Bundesgärten         |
| Streckerpark                   |      | Streckerplatz Koordinaten              | 1908                | Alexander Strecker (1818–1908), Bürgermeister von Ober Sankt Veit                                      | 5.530        | | Inschriftentafel zur Parkeröffnung in einem Felsblock |                                                                                                  | Anstelle des Ober Sankt Veiter Ortsfriedhofes angelegt                     |